# Каймакан, Матвей Павлович
Матвей Павлович Каймакан (1900, село Коржево — 1964, Дубоссары, Молдавская ССР) — бригадир колхоза «13 лет Октября» Дубоссарского района, Молдавская ССР. Один из первых восьми тружеников Молдавской ССР, награждённых в 1949 году почётным званием Герой Социалистического Труда.. Депутат Верховного Совета Молдавской ССР 3-го созыва.

## Биография
Родился в 1900 году в крестьянской семье в селе Коржево (сегодня — в городских границах города Дубоссары). В послевоенное время трудился рядовым колхозником, бригадиром табаководческой бригады в колхозе «13 лет Октября» Дубоссарского района.
Бригада под его руководством ежегодно показывала высокие трудовые результаты в табаководстве. В 1948 году бригада собрала в среднем с каждого гектара по 22,6 центнеров табачного листа сорта «Трапезонд» на участке площадью 6 гектаров. Указом Президиума Верховного Совета СССР «О присвоении звания Героя Социалистического Труда передовикам сельского хозяйства Молдавской ССР» от 9 марта 1949 года удостоен звания Героя Социалистического Труда за «получение высоких урожаев табака при выполнении колхозом обязательных поставок и контрактации по всем видам сельскохозяйственной продукции, натуроплаты за работу МТС в 1948 году, и обеспеченности семенами всех культур в размере полной потребности для весеннего сева 1949 года» с вручением ордена Ленина и золотой медали «Серп и Молот» (№ 3230).
Этим же указом званием Героя Социалистического Труда были награждены труженики колхоза «13 лет Октября» звеньевые Вера Петровна Дорул, Мария Ивановна Малай и Анастасия Ивановна Мицул.
Избирался депутатом Верховного Совета Молдавской ССР 3-го созыва (1951—1955), депутатом местных Советов депутатов трудящихся.
Трудился в колхозе до выхода на пенсию. Проживал в городе Дубоссары. Умер в 1964 году.
Память
В мае 2017 года в городе Дубоссары была установлена Доска почёта Героев Социалистического Труда, на которой размещён его портрет.